# 斯泰纳尔·阿蒙森
斯泰纳尔·阿蒙森（挪威語：Steinar Amundsen，1945年7月4日—2022年6月16日）是一名挪威男子皮划艇運動員，主要參加四人項目比賽。他於1969年贏得歐洲冠軍，1970年和1975年贏得世界冠軍。他曾代表挪威參加1968年和1972年夏季奧林匹克運動會皮划艇比賽，共獲得一枚金牌和一枚銅牌。他的弟弟哈拉德也是一名奧林匹克皮划艇運動員。

## 外部連結
- 斯泰纳尔·阿蒙森在Olympedia（英语）